# 埃尔武尔戈 (马拉加省)
埃尔武尔戈，是西班牙安达卢西亚自治区马拉加省的一个市镇。 总面积118平方公里，总人口2087人（2001年），人口密度18人/平方公里。